# Зайдензаль, Леон Сергеевич
Лео́н Сергеевич Зайденза́ль (род. 8 июля 2004, Краснодар) — российский футболист, защитник московского «Динамо».

## Клубная карьера
Родился в Краснодаре.
С 2012 года начал заниматься футболом в краснодарской «Академии футбола». В ноябре 2018 года перешёл в академию московского «Динамо».
С лета 2021 года стал привлекаться к играм молодёжной команды.
6 августа 2022 года в матче Второй лиги против вологодского «Динамо» дебютировал в профессиональном футболе за фарм-клуб «Динамо-2».
5 декабря 2023 года продлил контракт с основной командой до 2026 года.
27 июля 2024 года дебютировал в РПЛ, выйдя на замену в матче против московского «Локомотива».
В сезоне 2024 с фарм-клубом стал победителем Второй лиги (дивизион «Б», группа 2).

## Карьера в сборной
В период с 2019 по 2021 год вызывался в юношеские сборные России.

## Статистика выступлений
| Выступление         | Выступление       | Выступление      | Лига | Лига | Кубки | Кубки | Итого | Итого |
| Клуб                | Лига              | Сезон            | Игры | Голы | Игры  | Голы  | Игры  | Голы  |
| ------------------- | ----------------- | ---------------- | ---- | ---- | ----- | ----- | ----- | ----- |
| Динамо (Москва)     | РПЛ               | 2024/25          | 1    | 0    | 1     | 0     | 2     | 0     |
| Динамо (Москва)     | РПЛ               | 2025/26          | 2    | 0    | 2     | 0     | 4     | 0     |
| Динамо (Москва)     | Итого             | Итого            | 3    | 0    | 3     | 0     | 6     | 0     |
| → Динамо-2 (Москва) | Вторая лига       | 2022/23          | 19   | 1    | —     | —     | 19    | 1     |
| → Динамо-2 (Москва) | Вторая лига («Б») | 2023             | 17   | 1    | —     | —     | 17    | 1     |
| → Динамо-2 (Москва) | Вторая лига («Б») | 2024             | 26   | 4    | —     | —     | 26    | 4     |
| → Динамо-2 (Москва) | Вторая лига («А») | 2024/25          | 15   | 1    | —     | —     | 15    | 1     |
| → Динамо-2 (Москва) | Вторая лига («А») | 2025/26          | 1    | 0    | —     | —     | 1     | 0     |
| → Динамо-2 (Москва) | Итого             | Итого            | 78   | 7    | —     | —     | 78    | 7     |
| Всего за карьеру    | Всего за карьеру  | Всего за карьеру | 81   | 7    | 3     | 0     | 84    | 7     |

## Достижения
«Динамо-2» (Москва)
- Победитель Второй лиги (дивизион «Б», группа 2): 2024
- Итого : 1 трофей